# Tsehaytu Beraki
Tsehaytu Beraki  (1 tháng 9 năm 1939 – ngày 24 tháng 5 năm 2018) là là một nhạc sĩ, nhà thơ và nhà hoạt động chính trị người Eritrean, nổi tiếng với những bài hát của bà và nghệ thuật chơi krar (đàn hạc năm dây).

## Đầu đời
Tsehaytu Beraki sinh năm 1939, tại thị trấn nhỏ Quatit. Cô đã nghĩ rằng cô được sinh ra ở thủ đô Asmara của Eritrea, nhưng thực tế chuyển đến đó ở khi còn bé. Mãi cho đến khi cô trở về Asmara năm 1999, toàn bộ câu chuyện được kể lại bởi người chị gái Rishan.

## Sự nghiệp
Beraki bắt đầu chơi krar, một đàn hạc năm dây, lúc cô tám tuổi, cô chơi đàn tại các đám cưới và tiệc tùng. Cô lấy cảm hứng từ Tsehaytu Ghergish, Fana Etel, và đặc biệt là Tsehaytu Zennar, những bản nhạc bao gồm Annes Ay keremneye Wala Hankas Yekunye (Tôi cần một người đàn ông vào ngay lúc này, ngay cả khi anh có bị què quặt)
.
Beraki rời trường học lúc mười sáu tuổi, và chơi krar suốt quãng thời gian sau đó. Cô viết tất cả âm nhạc và lời bài hát của riêng mình, và mọi người sẽ đến từ Addis Ababa ở Ethiopia để ghi lại. Từ năm 1964 trở đi, lời bài hát của cô trở nên có tính chính trị hơn, và "mọi người ngạc nhiên khi tôi dám hát chúng
Từ tháng 3 năm 1977, cô đã tích cực tham gia vào cuộc đấu tranh giành độc lập Eritrea. Cuối cùng cô đã phải rời đi chuyển đến Sudan và Rotterdam, Hà Lan vào năm 1988. Cô trở về quê nhà Asmara vào năm 1999.
Ngoài krar, Beraki còn chơi kebero và bass-krar.